# 喬西鎮區 (內布拉斯加州霍爾特縣)
喬西鎮區（英語：Josie Township）是位於美國內布拉斯加州霍爾特縣的一個行政鎮區。

## 地方資料
喬西鎮區的面積為93.02平方千米，當中陸地面積為92.91平方千米，而水域面積為0.11平方千米。根據2020年美國人口普查的數據，當地共有人口19人，而人口密度為每平方千米0.2人。